# Тонга на літніх Олімпійських іграх 2008
Тонга брала участь у літніх Олімпійських іграх 2008 усьоме за свою історію, але не завоювала жодної медалі. Збірну країни представляли троє спортсменів (у тому числі — одна жінка), які брали участь у змаганнях з легкої і важкої атлетики.

## Легка атлетика
Спортсменів — 2
Чоловіки
| Спортсмен  | Вид   | Забіг     | Забіг | Чверть- фінал | Чверть- фінал | Півфінал   | Півфінал   | Фінал      | Фінал      |
| Спортсмен  | Вид   | Результат | Місце | Результат     | Місце         | Результат  | Місце      | Результат  | Місце      |
| ---------- | ----- | --------- | ----- | ------------- | ------------- | ---------- | ---------- | ---------- | ---------- |
| Аїсеа Тохі | 100 м | 11,17     | 71    | Не пройшов    | Не пройшов    | Не пройшов | Не пройшов | Не пройшов | Не пройшов |

Жінки
| Спортсмен   | Вид            | Кваліфікація | Кваліфікація | Фінал      | Фінал      |
| Спортсмен   | Вид            | Результат    | Місце        | Результат  | Місце      |
| ----------- | -------------- | ------------ | ------------ | ---------- | ---------- |
| Ана Поухіла | Штовхання ядра | 16,42        | 27           | Не пройшла | Не пройшла |

### Важка атлетика
Спортсменів — 1
Чоловіки
| Спортсмен        | Категорія    | Маса   | Ривок | Ривок | Ривок | Ривок | Поштовх | Поштовх | Поштовх | Поштовх | Сума | Місце |
| Спортсмен        | Категорія    | Маса   | 1     | 2     | 3     | Місце | 1       | 2       | 3       | Місце   | Сума | Місце |
| ---------------- | ------------ | ------ | ----- | ----- | ----- | ----- | ------- | ------- | ------- | ------- | ---- | ----- |
| Маамалоа Лолохеа | Понад 105 кг | 135,13 | 127   | 135   | 140   | 13    | 173     | 185     | 185     | 13      | 313  | 13    |